# West Point (Monrovia)
Pour les articles homonymes, voir West Point Township.
West Point est un township (équivalent d'un district) situé à Monrovia, la capitale du Liberia. C'est un des bidonvilles les plus dangereux[Comment ?] de Monrovia, peuplé d'environ 75 000 personnes.

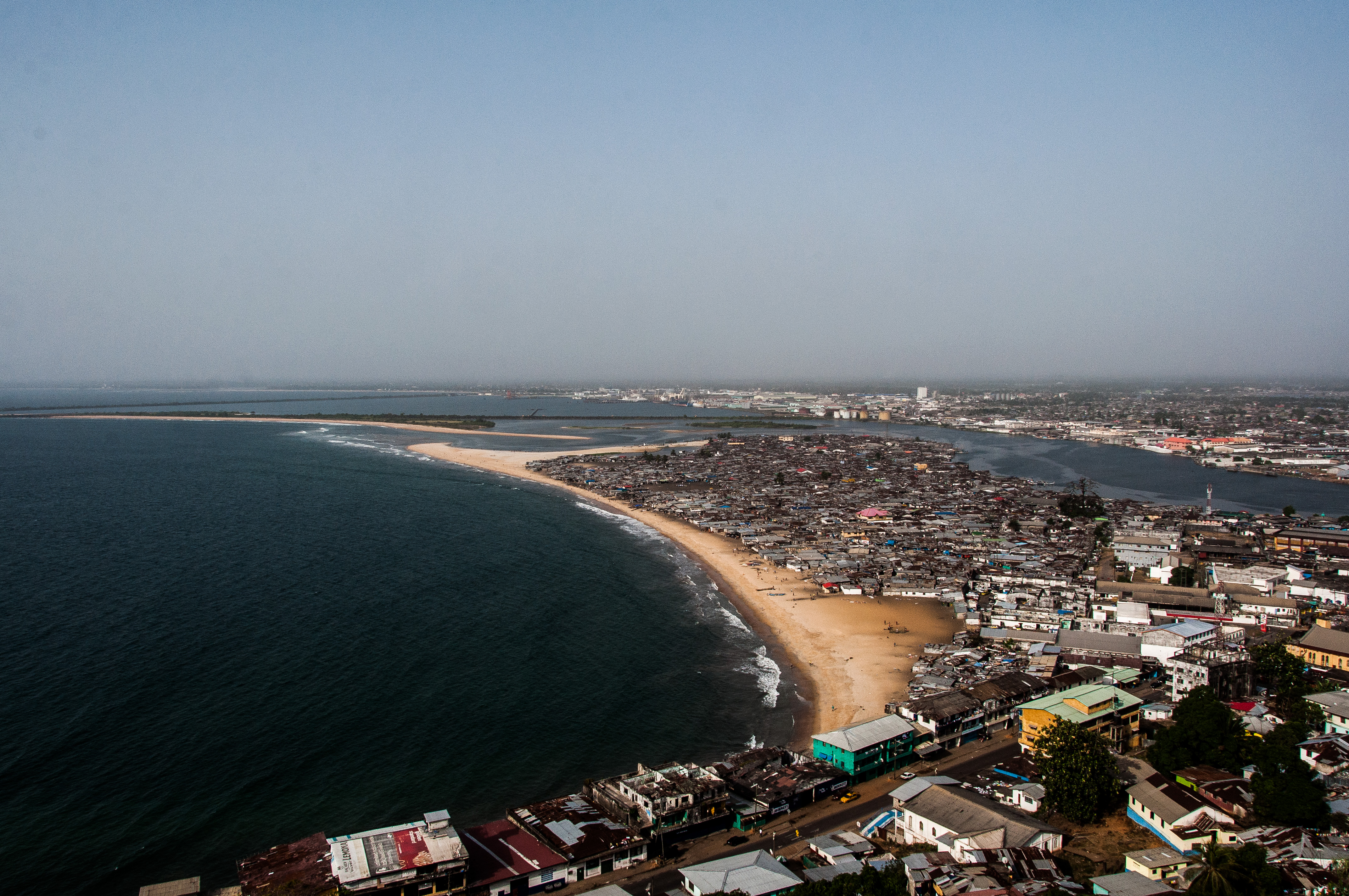
Vue aérienne de West Point en 2014.

Des problèmes endémiques comme la surpopulation et la tuberculose y sont présents. En 2010, il y avait régulièrement des cas de choléra En 2014, au moment de l'épidémie d'Ébola, le quartier a été brièvement mis en quarantaine, ce qui a provoqué de graves émeutes. L'existence de West Point est menacée par la montée des eaux causée par le réchauffement climatique.